# Sangju
Sangju (hangul 상주시, hanja 尙州市) är en stad i den sydkoreanska provinsen Norra Gyeongsang. Kommunen hade 101 678 invånare i slutet av 2020.

## Administrativ indelning
Centralorten med 52 441 invånare (2020) är indelad i sex stadsdelar (dong): 
Bungmun-dong,
Dongmun-dong,
Dongseong-dong,
Gyerim-dong,
Namwon-dong och
Sinheung-dong.
Resten av kommunen har 49 237 invånare (2020) och är indelad i en köping (eup) och 17 socknar (myeon):
Cheongni-myeon,
Euncheok-myeon,
Gonggeom-myeon,
Gongseong-myeon,
Hamchang-eup,
Hwabuk-myeon,
Hwadong-myeon,
Hwanam-myeon,
Hwaseo-myeon,
Ian-myeon,
Jungdong-myeon,
Modong-myeon,
Moseo-myeon,
Naeseo-myeon,
Nakdong-myeon,
Oenam-myeon,
Oeseo-myeon och
Sabeolguk-myeon.